# Ideal (álbum)
Ideal é o sétimo álbum de estúdio da banda japonesa de rock e visual kei Alice Nine, também conhecida como A9 após deixar seu contrato com a PS Company em 2014. Foi lançado em 12 de abril de 2017 em duas edições: a regular com dez faixas e a limitada com um encarte bônus.

## Recepção
Alcançou a décima oitava posição nas paradas da Oricon Albums Chart.

## Faixas
| N.º            | Título                                             | Duração |  |
| 1.             | "Real -Instrumental-"                              | 1:04    |  |
| 2.             | "Idea"                                             | 4:05    |  |
| 3.             | "Memento"                                          | 3:45    |  |
| 4.             | "Zouka no Daisho" (造花の代償)                     | 4:10    |  |
| 5.             | "Undead Party"                                     | 3:22    |  |
| 6.             | "Echo"                                             | 3:27    |  |
| 7.             | "Keikyoku" (荊棘)                                  | 3:37    |  |
| 8.             | "Rinne to Ichiya no Monogatari" (輪廻と一夜の物語) | 4:39    |  |
| 9.             | "Adam"                                             | 3:32    |  |
| 10.            | "One"                                              | 3:01    |  |
| Duração total: | Duração total:                                     | 34:46   |  |

## Ficha técnica

### Alice Nine
- Shou (将) – vocal
- Hiroto (ヒロト) – guitarra
- Tora (虎) – guitarra
- Saga (沙我) – baixo
- Nao (ナオ) – bateria